# Augusta de Saxònia-Meiningen
Augusta de Saxònia-Meiningen, princesa de Saxònia-Altenburg (Meiningen, Turíngia, 1843 - Altenburg, 1919) va ser princesa de Saxònia-Meiningen i duquessa a Saxònia amb el tractament d'altesa que contragué núpcies amb el príncep Maurici de Saxònia-Altenburg.
Nascuda a Meiningen el dia 6 d'agost de 1843, filla del duc Bernat II de Saxònia-Meiningen i de la princesa Maria de Hessen-Kassel, Augusta era neta per via paterna del duc Jordi I de Saxònia-Meiningen i de la princesa Ida Elionor de Hohenlohe-Langenburg; mentre que per via materna ho era de l'elector Guillem II de Hessen-Kassel i de la princesa Augusta de Prússia.
El dia 15 d'octubre de 1862 contragué matrimoni amb el príncep Maurici de Saxònia-Altenburg, fill del duc Jordi I de Saxònia-Altenburg i de la princesa Maria de Mecklenburg-Schwerin. La parella tingué cinc fills:
- SA la princesa Maria Anna de Saxònia-Altenburg, nada a Altenburg el 1864 i morta a Bückeburg el 1918. Es casà a Altenburg el 1882 amb el príncep Jordi de Schaumburg-Lippe.

- SA la princesa Elisabet de Saxònia-Altenburg, nada a Meiningen el 1865 i morta a Leipzig el 1927. Es casà a Sant Petersburg el 1884 amb el gran duc Constantí "KR" de Rússia.

- SA la princesa Margarida de Saxònia-Altenburg, nada a Altenburg el 1867 i morta a Altenburg el 1882.

- SAR el duc Ernest II de Saxònia-Altenburg, nat a Altenburg el 1871 i morta al Castell de Fröhliche Wiederkunft el 1955. Es casà en primeres núpcies a Bückeburg el 1898 amb la princesa Adelaïda de Schaumburg-Lippe de qui es divorcià el 1920. En segones núpcies es casà el 1934 al Castell de Fröhliche Wiederkunft amb Maria Triebel.

- SA la princesa Lluïsa de Saxònia-Altenburg, nada a Altenburg el 1873 i morta a Altenburg el 1953. Es casà a Altenburg el 1895 amb el duc Eduard I d'Anhalt de qui es divorcià el 1918.